# آلبرت دبلیو. هاکس
آلبرت دبلیو. هاوکس (انگلیسی: Albert W. Hawkes؛ زاده ۲۰ نوامبر ۱۸۷۸ - درگذشته ۹ مهٔ ۱۹۷۱)  سناتور سابق عضو جمهوری‌خواه بود. وی در سال ۱۹۴۳ تا ۱۹۴۹ میلادی سناتور ایالت نیوجرسی در سنای ایالات متحده آمریکا بود.